# 1986-os labdarúgó-világbajnokság-selejtező (UEFA – 3. csoport)
Az 1986-os labdarúgó-világbajnokság európai 3. selejtezőcsoportjának mérkőzéseit, és a csoport végeredményét tartalmazó lapja. A csoportban körmérkőzéses, oda-visszavágós rendszerben játszottak egymással a labdarúgó-válogatottak. A selejtezőket 1984. május 27. és 1985. november 13. között rendezték. A csoport győztese automatikus résztvevője lett az 1986-os labdarúgó-világbajnokságnak.
A csoportban Anglia, Észak-Írország, Finnország, Románia és Törökország szerepelt.
Anglia végzett az első helyen és kijutott az 1986-os világbajnokságra, a második helyet pedig Észak-Írország szerezte meg és szintén kijutott a világbajnokságra.

## Tabella
| Hely. | Csapat         | M | Gy | D | V | G+ | G– | Gk  | P  | Továbbjutás                          |     | Anglia | Észak-Írország | Románia | Finnország | Törökország |
| ----- | -------------- | - | -- | - | - | -- | -- | --- | -- | ------------------------------------ | --- | ------ | -------------- | ------- | ---------- | ----------- |
| 1.    | Anglia         | 8 | 4  | 4 | 0 | 21 | 2  | +19 | 12 | Kijutott az 1986-os világbajnokságra |     | —      | 0–0            | 1–1     | 5–0        | 5–0         |
| 2.    | Észak-Írország | 8 | 4  | 2 | 2 | 8  | 5  | +3  | 10 | Kijutott az 1986-os világbajnokságra |     | 0–1    | —              | 3–2     | 2–1        | 2–0         |
| 3.    | Románia        | 8 | 3  | 3 | 2 | 12 | 7  | +5  | 9  |                                      |     | 0–0    | 0–1            | —       | 2–0        | 3–0         |
| 4.    | Finnország     | 8 | 3  | 2 | 3 | 7  | 12 | −5  | 8  |                                      | 1–1 | 1–0    | 1–1            | —       | 1–0        |             |
| 5.    | Törökország    | 8 | 0  | 1 | 7 | 2  | 24 | −22 | 1  |                                      | 0–8 | 0–0    | 1–3            | 1–2     | —          |             |

## Mérkőzések
| 1984. május 27. |

| Finnország | 1–0         | Észak-Írország |
| ---------- | ----------- | -------------- |
| Valvee 55' | Jegyzőkönyv |                |

| Porin Stadion, Pori Nézőszám: 8,155 Játékvezető: Karl-Heinz Tritschler (nyugatnémet) |

| 1984. szeptember 12. |

| Észak-Írország                                      | 3–2         | Románia              |
| --------------------------------------------------- | ----------- | -------------------- |
| Iorgulescu 34' (öngól) Whiteside 61' M. O'Neill 73' | Jegyzőkönyv | Hagi 36' Geolgău 80' |

| Windsor Park, Belfast Nézőszám: 17,269 Játékvezető: Alexis Ponnet (belga) |

| 1984. október 17. |

| Anglia                                         | 5–0         | Finnország |
| ---------------------------------------------- | ----------- | ---------- |
| Hateley 29' Woodcock 41' Robson 70' Sansom 88' | Jegyzőkönyv |            |

| Wembley Stadion, London Nézőszám: 47,234 Játékvezető: Aleksander Suchanek (lengyel) |

| 1984. október 31. |

| Törökország            | 1–2         | Finnország             |
| ---------------------- | ----------- | ---------------------- |
| Tüfekçi 78' (11-esből) | Jegyzőkönyv | Hjelm 10' Lipponen 68' |

| Antalya Atatürk Stadion, Antalya Nézőszám: 7,062 Játékvezető: Velodi Miminoschwili (szovjet) |

| 1984. november 14. |

| Törökország | 0–8         | Anglia                                          |
| ----------- | ----------- | ----------------------------------------------- |
|             | Jegyzőkönyv | Robson 13' Woodcock 17' Barnes 47' Anderson 86' |

| İnönü Stadion, Isztambul Nézőszám: 26,494 Játékvezető: Vojtěch Christov (csehszlovák) |

| 1984. november 14. |

| Észak-Írország                          | 2–1         | Finnország   |
| --------------------------------------- | ----------- | ------------ |
| J. O’Neill 44' Armstrong 51' (11-esből) | Jegyzőkönyv | Lipponen 22' |

| Windsor Park, Belfast Nézőszám: 19,457 Játékvezető: Santos Da Silva (portugál) |

| 1985. február 27. |

| Észak-Írország | 0–1         | Anglia      |
| -------------- | ----------- | ----------- |
|                | Jegyzőkönyv | Hateley 77' |

| Windsor Park, Belfast Nézőszám: 28,500 Játékvezető: Volker Roth (nyugatnémet) |

| 1985. április 3. |

| Románia               | 3–0         | Törökország |
| --------------------- | ----------- | ----------- |
| Hagi 21' Cămătaru 28' | Jegyzőkönyv |             |

| Központi Stadion, Craiova Nézőszám: 20,816 Játékvezető: Ovadia Ben Itzhak (izraeli) |

| 1985. május 1. |

| Románia | 0–0         | Anglia |
| ------- | ----------- | ------ |
|         | Jegyzőkönyv |        |

| Augusztus 23. Stadion, Bukarest Nézőszám: 49,229 Játékvezető: Emilio Guruceta (spanyol) |

| 1985. május 1. |

| Észak-Írország | 2–0         | Törökország |
| -------------- | ----------- | ----------- |
| Whiteside 45'  | Jegyzőkönyv |             |

| Windsor Park, Belfast Nézőszám: 15,603 Játékvezető: Bruno Galler (svájci) |

| 1985. május 22. |

| Finnország  | 1–1         | Anglia      |
| ----------- | ----------- | ----------- |
| Rantanen 5' | Jegyzőkönyv | Hateley 50' |

| Olimpiai Stadion, Helsinki Nézőszám: 30,311 Játékvezető: Siegfried Kirschen (keletnémet) |

| 1985. június 6. |

| Finnország   | 1–1         | Románia |
| ------------ | ----------- | ------- |
| Lipponen 26' | Jegyzőkönyv | Hagi 7' |

| Olimpiai Stadion, Helsinki Nézőszám: 24,863 Játékvezető: Marcel van Langenhove (belga) |

| 1985. augusztus 28. |

| Románia            | 2–0         | Finnország |
| ------------------ | ----------- | ---------- |
| Hagi 7' Mateuț 56' | Jegyzőkönyv |            |

| Dan Păltinișanu Stadion, Temesvár Nézőszám: 17,826 Játékvezető: Zoran Petrovic (jugoszláv) |

| 1985. szeptember 11. |

| Törökország | 0–0         | Észak-Írország |
| ----------- | ----------- | -------------- |
|             | Jegyzőkönyv |                |

| İzmir Atatürk Stadion, İzmir Nézőszám: 39,157 Játékvezető: Michel Vautrot (francia) |

| 1985. szeptember 11. |

| Anglia     | 1–1         | Románia      |
| ---------- | ----------- | ------------ |
| Hoddle 25' | Jegyzőkönyv | Cămătaru 60' |

| Wembley Stadion, London Nézőszám: 61,310 Játékvezető: Karl-Heinz Tritschler (nyugatnémet) |

| 1985. szeptember 25. |

| Finnország   | 1–0         | Törökország |
| ------------ | ----------- | ----------- |
| Rantanen 38' | Jegyzőkönyv |             |

| Ratina Stadion, Tampere Nézőszám: 5,616 Játékvezető: Rune Larsson (svéd) |

| 1985. október 16. 15:00 (UTC+2) |

| Románia | 0–1         | Észak-Írország |
| ------- | ----------- | -------------- |
|         | Jegyzőkönyv | Quinn 29'      |

| Augusztus 23. Stadion, Bukarest Nézőszám: 22,227 Játékvezető: Henning Lund-Sørensen (dán) |

| 1985. október 16. 19:45 (UTC+1) |

| Anglia                            | 5–0         | Törökország |
| --------------------------------- | ----------- | ----------- |
| Waddle 15' Lineker 18' Robson 35' | Jegyzőkönyv |             |

| Wembley Stadion, London Nézőszám: 52,385 Játékvezető: Anatoly Milchenko (szovjet) |

| 1985. november 13. 19:00 (UTC±0) |

| Anglia | 0–0         | Észak-Írország |
| ------ | ----------- | -------------- |
|        | Jegyzőkönyv |                |

| Wembley Stadion, London Nézőszám: 72,712 Játékvezető: Erik Fredriksson (svéd) |

| 1985. november 13. |

| Törökország | 1–3         | Románia                            |
| ----------- | ----------- | ---------------------------------- |
| Tekin 78'   | Jegyzőkönyv | Iorgulescu 15' Coraș 27' Iovan 54' |

| İzmir Atatürk Stadion, İzmir Nézőszám: 21,058 Játékvezető: Volker Roth (nyugatnémet) |

## Góllövőlista
|  |  |